# Клеман, Жан-Пьер
Жан-Пьер Клема́н (фр. Jean-Pierre Clément; 2 июня 1809, Драгиньян, — 8 ноября 1870, Париж) — французский экономист и историк, ревностный защитник свободы торговли. Член Института Франции (с 1855).
Его труды, частично основанные на архивных данных:
- «Histoire de la vie et de l’administration de Colbert, avec Notice historique sur Nicolas Fouquet» (Париж, 1846; 2 изд., 1874);
- «Le Gouvernement de Louis XIV» (П., 1848);
- «Jacques Coeur et Charles VII ou la France au XV siècle» (4 изд., 1874);
- «Histoire du système protecteur en France depuis Colbert jusqu'à la révolution de 1848» (Париж, 1854);
- «Portraits historiques» (Париж, 1854);
- «Études financières et d'économie politique» (Париж, 1859);
- «La police sous Louis XIV» (Париж, 1866) и др.

По желанию Наполеона III, Клеман начал издание «Писем, распоряжений и записок Кольбера» («Lettres, instructions et mémoires de Colbert» в 8 томах, Париж, 1868—1882; 1-й том Архивная копия от 6 января 2018 на Wayback Machine).